# Browne Island (Neuseeland)
Browne Island ist eine kleine unbewohnte Insel vor der Westküste der Region West Coast  der Südinsel von Neuseelands.

## Geographie
Die rund 73 m lange und 47 m breite Insel befindet sich rund 70 km nordöstlich von Haast und rund 570 m nordwestlich der Mündung des Spoon River in die Tasmansee. Die aus einem kegelförmigen Felsen bestehende Insel, die eine Spitze mit stumpfen Winkel aufweist, zählt administrativ zum Westland District.

## Flora und Fauna
Die Insel besitzt eine dürftige Vegetation und wird von einer Kolonie von etwa 20 Neuseeländische Seebären bewohnt.